# Champmotteux
 Champmotteux  es una población y comuna francesa, ubicada en la región de Isla de Francia, departamento de Essonne, en el distrito de Étampes y cantón de Méréville.

## Demografía
| 165 | 139 | 136 | 198 | 220 | 241 |
| Para los censos de 1962 a 1999 la población legal corresponde a la población sin duplicidades (Fuente: INSEE [Consultar]) |     |     |     |     |     |